# Alessio Figalli

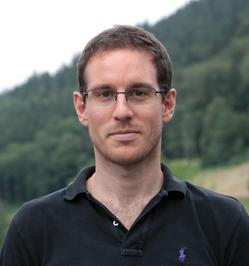
Alessio Figalli (2016)

Alessio Figalli (* 2. April 1984 in Rom) ist ein italienischer Mathematiker, der sich mit partiellen Differentialgleichungen beschäftigt. Er ist Träger der Fields-Medaille.

## Biografie
Figalli studierte an der Universität Pisa und der Scuola Normale Superiore in Pisa bei Giovanni Alberti und Luigi Ambrosio mit dem Diplomabschluss 2006. 2007 wurde er bei Ambrosio an der Scuola Normale Superiore in Pisa und bei Cédric Villani an der École Normale Supérieure de Lyon promoviert (Optimal transportation and action minimizing measures). 2007/08 war er Chargé de recherche des CNRS an der Universität Nizza und ab 2008 Professor an der École polytechnique. 2009 habilitierte er sich in Nizza (Optimal transport, Euler equations, Mather and DiPerna-Lions theories). Ende 2009 ging er als Associate Professor an die University of Texas at Austin, wo er 2011 Professor wurde. Seit 2016 ist er Professor an der ETH Zürich.
Er bewies mit Young-heon Kim und Robert J. McCann die Regularität der Abbildungen beim optimalen Transport auf Produkten von Sphären und mit Guido De Philippis die {\displaystyle W^{2,1}}-Regularität (siehe Sobolev-Raum) von Lösungen der Monge-Ampere-Gleichung. Das letztere Resultat wurde auch in der Würdigung für die Fields-Medaille als bahnbrechend hervorgehoben und ist fast optimal in Hinsicht auf bekannte Gegenbeispiele. Er initiierte auch das Studium singulärer Mengen von Abbildungen des optimalen Transports und erzielte erste Resultate dazu, indem er zeigte, dass sie Lebesgue-Maß Null haben. Er wandte auch die Theorie des optimalen Transports auf geometrische Ungleichungen an (wie die isoperimetrische Ungleichung oder die Brunn-Minkowski-Ungleichung), ohne zusätzliche Regularitätsannahmen für die betrachteten geometrischen Objekte und ohne Ausnutzung euklidischer Symmetrien. Die Anwendung auf die Wulff-Ungleichung liefert Aussagen über die Struktur von Kristallen bei niedrigen Energien.
2012 erhielt er den EMS-Preis. In der Laudatio wurden seine „herausragenden Beiträge zur Regularitätstheorie von Abbildungen im optimalen Transport, quantitative geometrische und Funktional-Ungleichungen und Teillösungen der Mather- und Mané-Vermutungen in der Theorie dynamischer Systeme“ gewürdigt.
2012 hielt Figalli den Cours Peccot am Collège de France. 2008 erhielt er den Giuseppe-Borgia-Preis der Accademia Nazionale dei Lincei und den Carlo-Miranda-Preis der Akademie der Wissenschaften in Neapel. 2014 war er Eingeladener Sprecher auf dem ICM in Seoul (Quantitative stability results for the Brunn-Minkowski inequality). 2015 wurde Figalli mit der Stampacchia-Medaille der Unione Matematica Italiana ausgezeichnet. 2017 erhielt er einen Antonio-Feltrinelli-Preis. 2018 erhielt er die Fields-Medaille für Beiträge zur Theorie des optimalen Transports und dessen Anwendung auf partielle Differentialgleichungen, metrische Geometrie und Wahrscheinlichkeitstheorie (Laudatio). 2019 wurde er zum Mitglied der Academia Europaea gewählt.
Figalli ist mit der Mathematikerin Mikaela Iacobelli verheiratet.

## Schriften (Auswahl)
- mit Francesco Maggi, Aldo Pratelli: A mass transportation approach to quantitative isoperimetric inequalities. In: Inventiones Mathematicae. Band 182, Nr. 1, 2010, S. 167–211, doi:10.1007/s00222-010-0261-z.
- mit Jose A. Carrillo, Marco DiFrancesco, Thomas Laurent, Dejan Slepčev: Global-in-time weak measure solutions and finite-time aggregation for nonlocal interaction equations. In: Duke Mathematical Journal. Band 156, Nr. 2, 2011, S. 229–271, doi:10.1215/00127094-2010-211.
- mit Ludovic Rifford, Cédric Villani: Nearly round spheres look convex. In: American Journal of Mathematics. Band 134, Nr. 1, 2012, S. 109–139, JSTOR:41426421.
- mit Guido De Philippis: {\displaystyle W^{2,1}} regularity for solutions of the Monge-Ampère equation. In: Inventiones Mathematicae. Band 192, Nr. 1, 2013, S. 55–69, doi:10.1007/s00222-012-0405-4.
- mit Guido De Philippis: The Monge-Ampère equation and its link to optimal transportation. In: Bulletin of the American Mathematical Society. Band 51, Nr. 4, 2014, S. 527–580, doi:10.1090/S0273-0979-2014-01459-4.
- mit Gonzalo Contreras, Ludovic Rifford: Generic hyperbolicity of Aubry sets on surfaces. In: Inventiones Mathematicae. Band 200, Nr. 1, 2015, S. 201–261, doi:10.1007/s00222-014-0533-0.
- mit Ludovic Rifford: Closing Aubry sets. I, II. In: Communications on Pure and Applied Mathematics. Band 68, Nr. 1, 2015, S. 210–285, doi:10.1002/cpa.21511; Nr. 3, 2015, S. 345–412, doi:10.1002/cpa.21512.
- The Monge-Ampère Equation and Its Applications. European Mathematical Society, Zürich 2017, ISBN 978-3-03719-170-5.
- mit J. Serra: On the fine structure of the free boundary for the classical obstacle problem.Invent. Math., 215 (2019), no. 1, 311–366
- mit X.Ros-Oton, J. Serra: Generic regularity of free boundaries for the obstacle problem. Publ. Math. Inst. Hautes Études Sci. 132 (2020), 181–292.
- mit X. Cabré, X. Ros-Oton, J. Serra: Stable solutions to semilinear elliptic equations are smooth up to dimension 9. Acta Math. 224 (2020), no. 2, 187–252.
- mit J. Serra: On stable solutions for boundary reactions: a De Giorgi type result in dimension 4+1. Invent. Math. 219 (2020), no. 1, 153–177.